# فرودگاه بین‌المللی ویرو ویرو
فرودگاه بین‌المللی ویرو ویرو  (به انگلیسی: Viru Viru International Airport) یک فرودگاه همگانی مسافربری با کد یاتا VVI است که یک باند فرود بتن دارد و طول باند آن ۳۵۰۰ متر است. این فرودگاه در شهر سانتا کروس د لا سیرا کشور بولیوی قرار دارد و در ارتفاع ۳۷۳ متری از سطح دریا واقع شده است.